# Dabelowsee
Der Dabelowsee ist ein natürlicher See im Verlauf des Mühlenfließes, das in Brandenburg Thymenfließ genannt wird und im Thymensee in den Havelzufluss Hegensteinfließ mündet. Das Mühlenfließ erreicht ihn aus dem östlich gelegenen Großen Brückentinsee. Im Nordwesten gibt es zwei kleine Zuflüsse aus dem Kleinen und dem Großen Gadowsee.
Der Dabelowsee liegt im Naturpark Feldberger Seenlandschaft, im Landkreis Mecklenburgische Seenplatte in Südostmecklenburg. Der namensgebende Ortsteil Dabelow liegt südlich des Sees. Der See liegt etwas südlich des Ortsteiles Brückentin  von Wokuhl-Dabelow. Er hat eine ungefähre Länge von 1500 Metern und eine ungefähre Breite von 1400 Metern. Der See besteht aus einem bis zu 30 Meter tiefen Westbecken mit großer Nord-Süd-Ausdehnung und einem kleineren nur sechs Meter tiefen Ostbecken. Der Nordteil des Sees ist bewaldet, der Süd- und Ostteil ist von Feldern und Weiden umgeben. Am Nordufer befindet sich die Jugendnaturschutzakademie Brückentin.

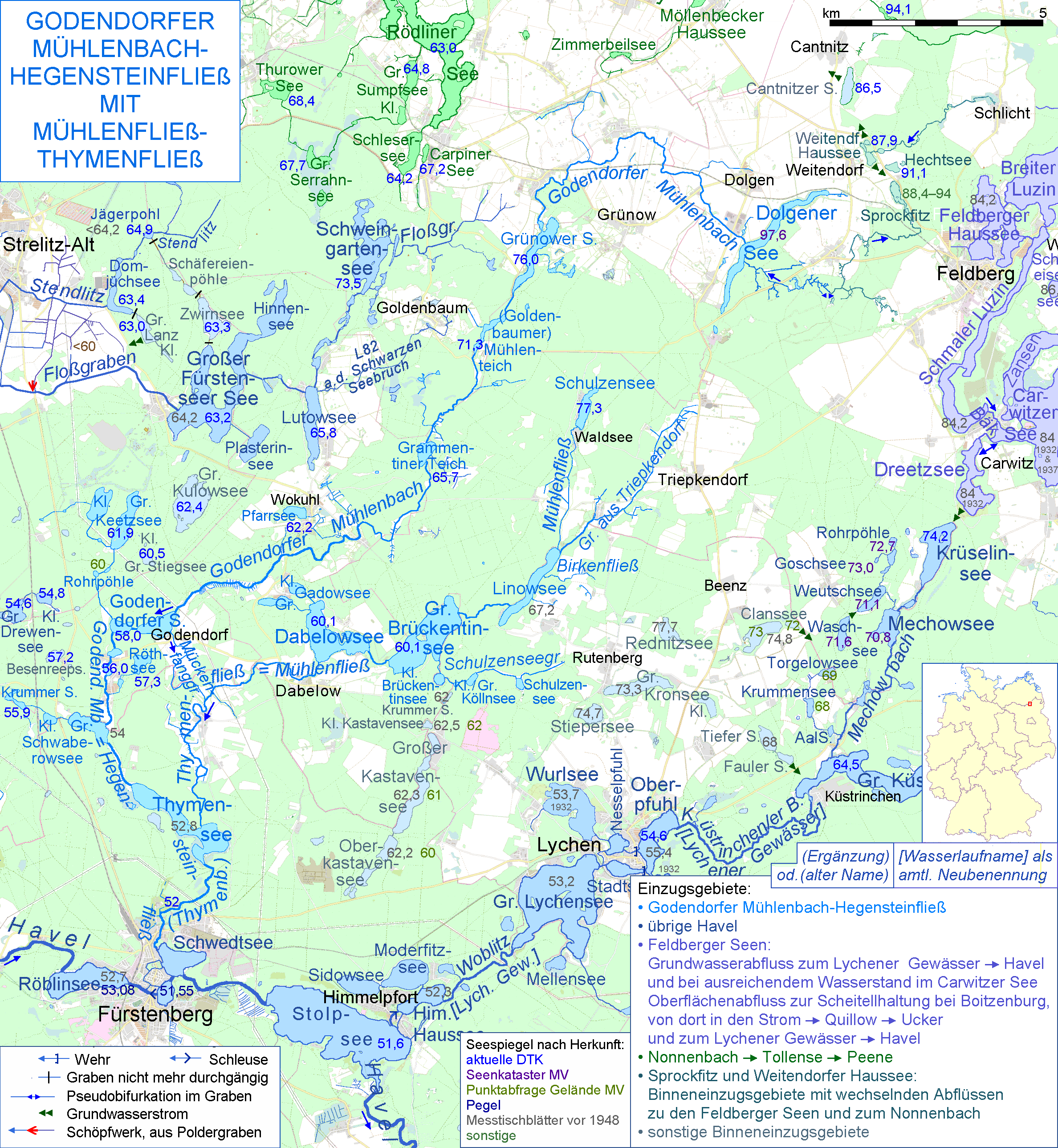
Der Dabelowsee im Verlauf des Mühlenfließes (MV)/Thymenfließes (BB)